# Хамыц
Хамыц (осет. Хæмыц) — герой осетинского нартского эпоса, близнечный брат Урызмага; часто его называют «булатноусый». Хамыц происходил из рода Ахсартагката.

## Мифология
Хамыц не совершал подвигов, был легкомысленен. Он женился на женщине из племени водного царства Бценов (в других варианта — род Бицента). Её отдали за Хамыца при условии, что, если её увидят нарты, она покинет мужа и вернётся в родительский дом. Молодая жена днём превращалась в лягушку, и Хамыц носил её с собой в кармане или за пазухой. 
Как-то Хамыц пришёл с ней на большой нартский ныхас. Сырдон догадался, что с ним жена, и высмеял его перед нартами. Из-за такого позора дочь Бценов решила вернуться домой. Перед уходом она дохнула Хамыцу в спину, и у него между лопатками появилась небольшая опухоль, из которой выскочил раскалённый младенец Батрадз.
Хамыц обладал чудодейственным зубом (в нартском эпосе этот зуб называется «Зуб Хамыца»), подаренным его тёткой Кызмыда (по другому варианту, — богом Аркызом). При виде этого зуба никакая женщина не могла устоять перед Хамыцем, поэтому многие были в обиде на него, и прежде всего — Сайнаг-Алдар. В один прекрасный момент, подстрекаемый Бурафарныгом, он убил Хамыца.

## Источник
- Дзадзиев А. Б. Этнография и мифология осетин. — Владикавказ, 1994. — С. 130—131. — ISBN 5-7534-0537-1